# Last Week Tonight with John Oliver
Last Week Tonight with John Oliver é um programa estilo late-night talk show sátiro dos Estados Unidos que vai ao ar no canal de televisão por assinatura HBO. Estreando em um domingo, a 27 de abril de 2014, e com meia hora de duração, o programa é apresentado pelo comediante britânico John Oliver. Last Week Tonight é feito no estilo do show The Daily Show with Jon Stewart, do Comedy Central, onde Oliver havia trabalhado como correspondente e como apresentador temporário.
O show, que vai ao ar semanalmente, apresenta notícias e conteúdo de forma satírica, cobrindo assuntos de natureza política e social.
John Oliver afirmou ter total liberdade artística, inclusive para criticar as empresas que desejar. O seu contrato inicial com a HBO foi de dois anos, com a opção de renovar por mais um ano. Em fevereiro de 2015, foi anunciado que o show seria renovado por mais duas temporadas, com 35 episódios em cada. Em 2017, Last Week Tonight foi renovado até 2020. Oliver e o presidente de programação da HBO, Michael Lombardo, discutem a possibilidade do show mudar de meia hora semanalmente para uma hora completa.